# Charles Joseph Pepin
Charles Joseph Pepin (Ginebra, (Suïssa), 18 de març, 1795 - idem. 1 de gener, 1869) va ser un músic suís d'origen francès.
Se li donà una molt esmerçada educació, ja que els seus pares gaudien d'una excel·lent posició, però aficionat a la música, deixà els seus estudis per a dedicar-se aquest art. Com a professors de violí tingué a Pietro Rovelli i a Epinal, i a harmonia i composició va rebre lliçons de Mongenot. A l'edat de disset anys ja dirigia orquestres en ciutats de segon ordre, i més tard fou contractat per la direcció de l'orquestra del Gran Teatre de Nantes, ciutat en què va romandre alguns anys. El 1822 passà a Marsella, com a director de l'orquestra del seu Gran Teatre. En la vila mediterrània hi residí molts anys i allà va contraure matrimoni amb una cantatriu, a la que seguí Lila, primer, i després a Lió. Posteriorment tornà a Marsella, on abans havia recollit molts èxits, i se'l nomenà professor del Conservatori, sense deixar per això la direcció de l'orquestra del Gran Teatre. Els estralls del còlera l'obligaren a tornar a la seva ciutat natal, on morí.

## Obres principals
- Amélia de Montfort, obra teatral la música de la qual va compondre en la seva joventut;
- Diversos balls d'espectacle, entre ells el titulat Un voyage à Cythère, estrenat a Marsella;
- Diverses romances, com la titulada Les deux tombeaux, que assolí molt d'èxit;
- Una simfonia en re menor;
- Diverses composicions religioses, entre elles un Sanctus a 6 veus, un O Salutaris, a 6 veus, etc.